# Vol Spantax 275
Le vol Spantax 275 est un vol charter international assuré par un Convair 990, au départ de Tenerife, dans les îles Canaries, et à destination de Munich, en Allemagne, qui s'est écrasé le 3 décembre 1972 peu après son décollage de l'aéroport de Tenerife-Nord, entraînant la mort des 155 passagers et membres d'équipage présents à bord.

## Avion et équipage

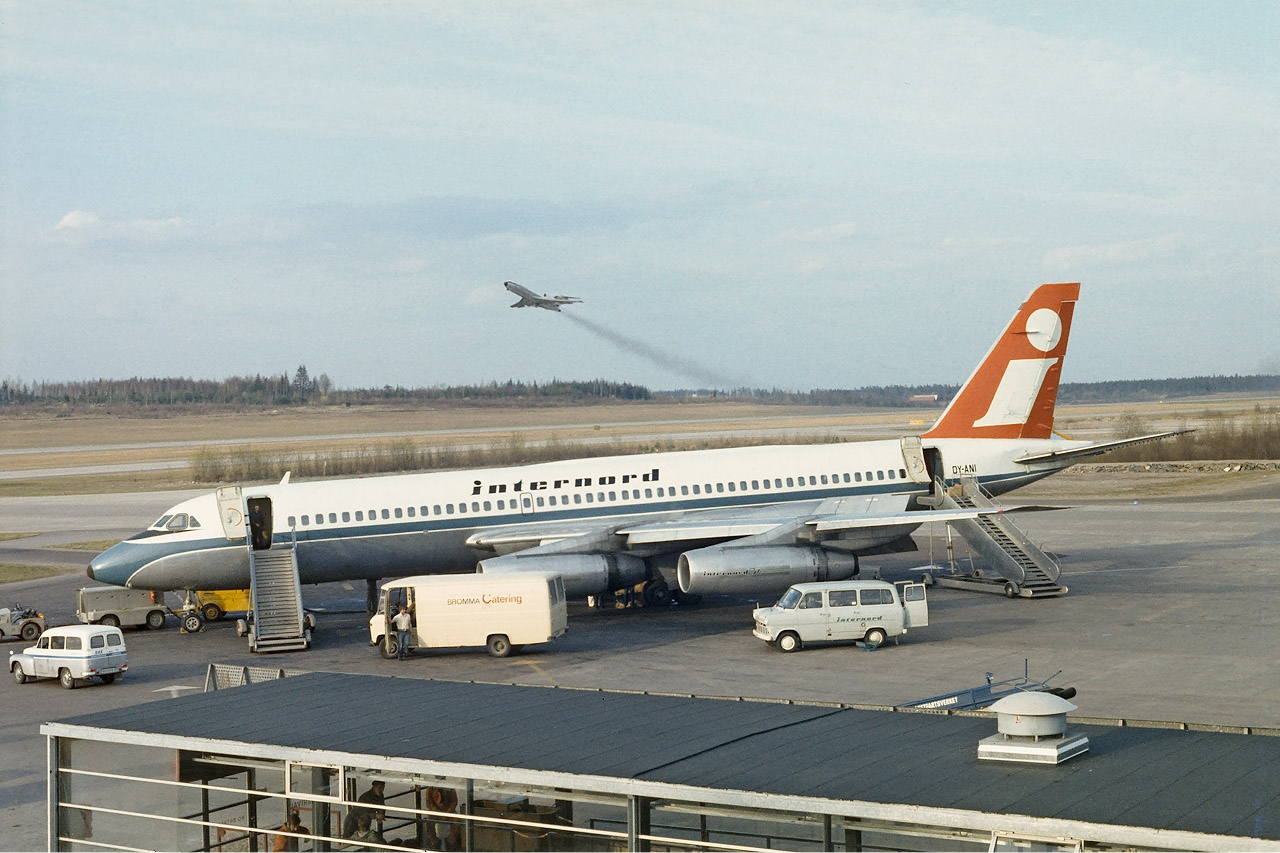
L'appareil impliqué dans l'accident, alors qu'il opérait pour Internord (OY-ANI), ici à l'aéroport de Stockholm-Arlanda en avril 1968.

L'aéronef impliqué est un Convair CV-990-30A-5 Coronado construit en 1962 et immatriculé EC-BZR (numéro de série 30-10-25). Il était équipé de quatre moteurs General Electric CJ805-23. Avant de rejoindre la flotte de Spantax, il a opéré pour American Airlines (1962-1967, 1968-1969, de mars à mai 1972), Internord (1967-1968) et Middle East Airlines (1969-mars 1972).
Aux commandes se trouvait le commandant de bord Daniel Núñez Ronda (32 ans), un ancien pilote de l'armée de l'air espagnole, accompagné du copilote Francisco Javier Saavedra (36 ans) et de l'ingénieur de vol José Alberto Sanz (30 ans).

## Déroulement des faits
Le vol 275 a décollé de la piste 30 de l'aéroport de Tenerife-Nord à 6 h 45, avec une visibilité signalée d'environ 500 pieds (150 m) seulement, et s'est écrasé 1 066 pieds (325 mètres) après la fin de la piste. À une altitude de 300 pieds (91 m), l’appareil a amorcé un virage serré sur la gauche. Le pilote a perdu la maîtrise de l'avion qui s'est écrasé à la suite de cette manœuvre inhabituelle et de la perte de conscience de la situation de l'équipage dans des conditions de faible visibilité. Les 155 personnes à bord ont toutes été tuées lors de l'impact.
Il s'agissait à l'époque de l'accident d'avion le plus meurtrier sur l'île de Tenerife. Il a été dépassé cinq ans plus tard par la collision de l'aéroport de Tenerife. Il s’agit de la huitième perte d'un Convair 990, et également de la plus meurtrière.

## Enquête
L'enquête a été menée par le conseil d'enquête sur les accidents aériens de la police espagnole. Des enquêteurs allemands sont également arrivés sur place, mais les autorités leur ont interdit de participer aux investigations. En raison de l'instabilité politique dans la région, liée au Mouvement pour l'autodétermination et l'indépendance de l'archipel canarien (MPAIAC), les autorités ont soupçonné que l'explosion d'une bombe avait provoqué la crash de l'avion. Cette hypothèse a été rapidement écartée, après qu'un examen attentif des débris n'ait révélé aucun dommage dû à une explosion ou un incendie en vol ; l'hypothèse d'une panne moteur a également été rapidement écartée.
Les enquêteurs ont conclu que le commandant de bord a ressenti une illusion somatogyre, en raison de la faible visibilité. Ils ont également reproché au contrôle aérien (ATC) d'avoir laissé le vol 275 décoller dans des conditions pour lesquelles l'équipage n'était pas certifié. Elles étaient dues au passage de nuages à basse altitude, un problème courant sur cet aéroport.
Le conseil a recommandé que l'ATC informe mieux les équipages de ce type de conditions météos, via le nouveau système ATIS, introduit environ un an plus tard. Le conseil a également recommandé une formation aux risque liés à la désorientation spatiale chez les pilotes.

## Autres accidents à Tenerife-Nord
Deux autres accidents ont eu lieu sur l'aéroport de Tenerife-Nord, dont le plus meurtrier de l'histoire de l'aviation commerciale :
- Collision de l'aéroport de Tenerife en 1977 : 583 morts ;
- Crash du vol Dan-Air 1008 en 1980 : 146 morts.